# Root Double: Before Crime * After Days
A Root Double: Before Crime * After Days (stlizálva: ROOT√DOUBLE) visual novel videójáték, melyet a Regista és a Yeti fejlesztett, és a Yeti jelentetett meg 2012-ben Xbox 360 és Microsoft Windows platformokra. Xtend Edition alcímen, egy új megnyitható végkifejlettel egy frissített kiadás is megjelent 2012-ben, illetve 2013-ban PlayStation 3 és PlayStation Vita konzolokra, valamint 2016 márciusában a Sekai Project angol nyelven is elérhetővé fogja tenni Microsoft Windowsra.
A játék 2030-ban egy egybevont város és kutatási központban játszódik, melynek lakosai a helyi kormány engedélye nélkül nem léphetnek kapcsolatba a külvilággal. A város egyik intézményében bekövetkezett baleset után a játék egyik főszereplőjét, Kaszaszagi Vataszét a mentőcsapat tagjaként beküldik a létesítménybe, ahol a játék másik főszereplője, Nacuhiko középiskolás diák is éppen az intézményben tartózkodott a baleset bekövetkeztének pillanatában.

## Cselekmény

### Helyszín és szereplők
A Root Double egy visual novel, mely 2030-ban játszódik egy 180 000 lakosú egybevont város és kutatási központban. A város lakosai nem léphetnek kapcsolatba a külvilággal a helyi kormány engedélye nélkül, amiért és a magánéletük feladásért adómentességet kapnak és magas színvonalú egészségügyi ellátásban részesülnek. A városban van az „Atom- és Biológiai Szervezet 6. Laboratóriuma” (6th Laboratory of Atomic and Biological Organization, „LABO”) speciális intézmény is, mely a pletykák szerint a kormánynak végez kísérleteket. A játék elején baleset történik az intézményben.
A játék története két szálra – A és B – van felosztva, eltérő főszereplővel. Az „A” szál főszerepében Kaszaszagi Vatasze áll, akit a mentőcsapat részeként a LABO-ba küldenek, azonban egy, a LABO-ban bekövetkezett balesettől eltérő incidens miatt emlékezetét vesztve tér magához az intézményben, amiben az összes menekülőút le van zárva. Később csatlakozik hozzá Tacsibana Kazami, ezen történetszál főhősnője, valamint Dzsun, a mentőcsapat különböző gépekhez jól értő tagja, illetve Ena, egy a baleset bekövetkeztekor a LABO-ban tartózkodó hölgy, akinek álma, hogy tanár lehessen. A „B” szál főszereplője Nacuhiko, egy magányos középiskolás diák, akivel nem törődik a tudós édesanyja, aki inkább a kutatásaira fordítja a figyelmét mintsem a fiára. Ő is a LABO területén volt baleset pillanatában, mellé gyermekkori barátja Juri, illetve osztálytársai, Masiro és Louise csatlakozik.

## Fejlesztés
A játék a Regista és Yeti együttműködésében készült, rendezője és producere Nakazava Takumi volt, míg a Nakazava eredeti elképzelése mentén megírt szövegkönyvért a Cukisma Szókiból, Cukusima Torából és Himukai Mojasiból álló Team Tsukishima volt a felelős. A főszereplőket Mikeó, míg a mellékszereplőket Vadapen és Ótaka Narumi tervezte. Eco volt a jelenet CG-k színezője és azok megalkotásának felügyelője. A játékra először 2010 decemberében, egy előzetes weboldalon tettek említést, amin egy „új sci-fi suspense kalandnak” hívták. 2011 januárjában a Yeti hivatalosan is bejelentette a játékot, mely a tervek szerint még 2011-ben megjelent volna.
2011 márciusában a Yeti bejelentette, hogy a játék témái és a 2011-es tóhokui földrengés és cunami közötti hasonlóságok miatt nem fogja megjelentetni a játékot, a fejlesztését leállították,  azonban 2011 júliusában a Yeti bejelentette, hogy újra megkezdték a munkálatokat a szoftveren és, hogy Xbox 360 konzolra fog megjelenni. Latolgatták a játék háttértörténetének megváltoztatását, azonban végül úgy döntöttek, hogy nem változtatnak a történeten és az eredeti terveket fogják követni. Nakazava elmondása szerint a játék kulcsfogalmai közé tartozik a „kiszabadulás egy bezárt helyiségből”, az „életveszélyes válság”, a „szélsőséges helyzetekben mindenkit gyanúsíts”, a „közeljövőbeni sci-fi” és a „csoportos dráma”. A Root Double volt Cukisima Szóki első hosszabb „noveljátéka”, így úgy érezte, hogy az ilyenekben nincs sok tapasztalata, ezért különös gonddal készítette el annak történetét. A kezébe kapott első tervezetet érdekesnek vélte, azonban nehezen megírhatónak is találta, így ügyelt rá, hogy az ő forgatókönyve tökéletesen illeszkedjen Nakazava játékvilágáról kialakított ötletéhez. Xtend Edition alcímen, egy új megnyitható végkifejlettel egy frissített kiadás is megjelent PlayStation 3-ra.
A Sekai Project a 2015-ös Anime Expón tartott konferenciája alatt bejelentette, hogy a Lemnisca Translationszel együttműködve lokalizálni fogják az Xtend Editiont, majd megjelentetik azt Microsoft Windowsra. A játékhoz 2016 januárjában egy közösségi finanszírozási kampányt fognak indítani a Kickstarteren keresztül, amely során 135 000 amerikai dollárt akarnak összehozni. Az összeg 53%-át a licencelési, programozási és portolási, 27%-át a fordítási és szerkesztési, 10%-át a Kickstarter és a kártyafeldolgozási, míg a fennmaradó 10%-ot a szállítási díjak teszik ki. Ha a célnál több pénzt sikerül összehozniuk, akkor három ráadáscélt is ki fognak tűzni, melyekkel lehetőségük nyílik egy rajongói könyv készítésére és a játékokon alapuló dráma CD-k lefordítására is. A Sekai Project 2016. január 18-án bejelentette, hogy megvizsgálják a játék PlayStation Vita kézikonzolra való megjelenésének lehetőségét.

## Megjelenés
2012-ben megjelent egy demó a játékból, melyben a játékosok egészen a szoftver egyik bizonyos végkifejletéig is eljuthatnak. A játékot 2012. március 29-én jelentette meg a Yeti Xbox 360-ra, illetve 2012. szeptember 28-án Microsoft Windowsra. Az Xtend Edition 2013. október 24-én jelent meg PlayStation 3-ra, illetve 2014. július 24-én PlayStation Vitára. Az Xtend Edition angol nyelvű változata előreláthatólag 2016 márciusában fog megjelenni Microsoft Windowsra.

## Fogadtatás
| Szerző | Értékelés                                        |
| ------ | ------------------------------------------------ |
| Famicú | X360: 32/40 (8, 8, 8, 8) PS3: 33/40 (9, 9, 8, 7) |

A Root Double megjelenésének hetében 5 450 eladott példánnyal a 15. legkelendőbb játékszoftver volt Japánban. 2012 végéig 6 599 példányt adtak el belőle, amivel az év 350. legkelendőbb címe volt Japánban. A PlayStation 3-változat 2 567 eladott példánnyal a 2013-as év 392. legkelendőbb videójátéka volt Japánban.